# ノヴェ＝ミャスト郡
ノヴェ＝ミャスト郡（Nowe Miasto County (ポーランド語: powiat nowomiejski)）は、北ポーランドのヴァルミア＝マズールィ県にある地方自治体。1998年の地方行政区画再編の結果、1999年1月1日に誕生した。郡都で唯一の市はノヴェ・ミャスト・ルバフスキェであり、オルシュティンの南西73kmに位置する。
郡は695.01km2の面積がある。2006年の統計で、郡全体の人口が43,388人である。

## 近隣の郡
北部はイワヴァ郡、東部はジャウドヴォ郡、南部はブロドニッツァ郡、西部はグルジョンツ郡と接している。

## 下位自治体
郡は5つの下位自治体に分割される。（1つの市、4つの村）なお、人口順に並べてある。
| 名称                                   | 種類 | 面積（km2） | 人口（2006年） | 中心地         |
| -------------------------------------- | ---- | ----------- | -------------- | -------------- |
| ノヴェ・ミャスト・ルバフスキェ         | 市   | 11.6        | 11,036         |                |
| グミナ・ビスクピエツ                   | 村   | 241.3       | 9,652          | ビスクピエツ   |
| グミナ・クジェントニク                 | 村   | 149.9       | 8,646          | クジェントニク |
| グミナ・ノヴェ＝ミャスト＝ルバフスキェ | 村   | 138.0       | 7,859          | ムシャノボ     |
| グミナ・グロジチュノ                   | 村   | 154.3       | 6,195          | グロジチュノ   |